# 科麦县
科麦县，中国旧县名。
1913年由桑昂委员辖地改置，治所在桑昂(今西藏自治区察隅县北科麦)。原属川边特别区、西康省、昌都地区。1950年撤销，并入察隅县。 